# Desirée Rossit
Desirée Rossit (19 de março de 1994) é uma atleta italiana, especialista em salto em altura.

## Carreira
Desirée Rossit competiu na Rio 2016, fazendo final olímpica e terminando na décima sexta colocação. 